# 阿列克謝·拉里奧諾維奇·托爾布津

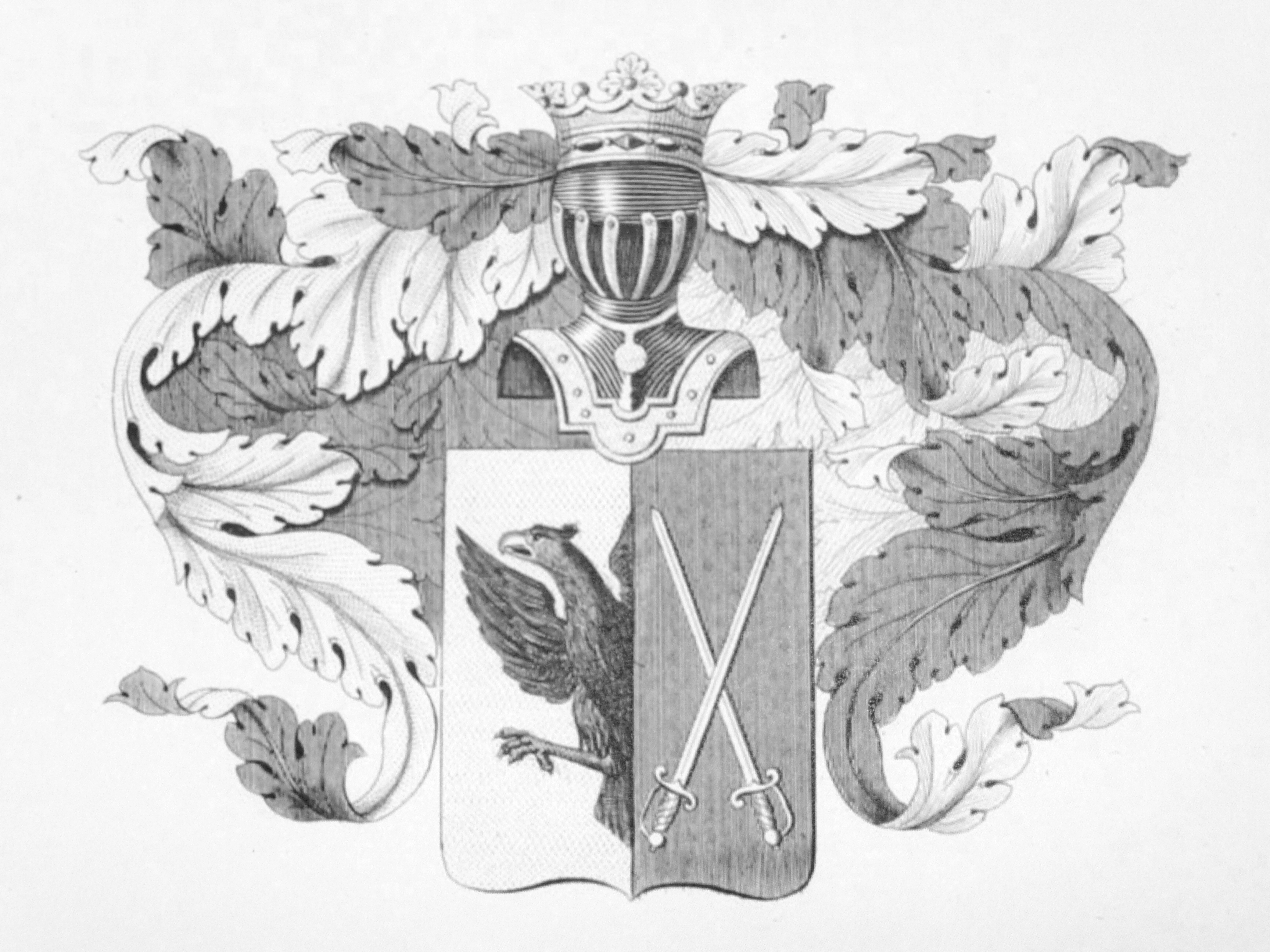
托尔布津的纹章

阿列克謝·拉里奧諾維奇·托爾布津（俄语：Алексей Ларионович Толбузин，？年？月？日—1686年7月27日），《清史稿》称他为额里克舍，俄罗斯探险家。

## 生平
托尔布津曾担任过托博尔斯克（1660）、涅尔琴斯克（1662-1668）和秋明（1671）的总督。1682年，被任命为阿尔巴津总督。清朝康熙帝派都统朋春前去围攻。托尔布津不敌求和，撤离并焚毁了阿尔巴津城。
同年冬，托尔布津率探险队八百余人，再次占据了阿尔巴津。康熙帝派黑龙江将军萨布素前去围攻。托尔布津率军抵抗，中炮身亡。其总督职位由阿法纳西·伊万诺维奇·贝顿接替。